# Louis Braquaval
Louis Braquaval (Esquermes, 24 ottobre 1854 – Saint-Valery-sur-Somme, 19 novembre 1919) è stato un pittore francese.

## Biografia
Louis Édouard Joseph Braquaval nacque a Esquermes (piccolo comune presso Lilla, dal 1958 inglobato nella città), in un'agiata famiglia di industriali.Nell'ottobre del 1880 sposò, a Lilla, Julia Sophie Guenez, figlia di un ricco impresario. Dopo gli studi provò a cimentarsi con il mestiere di banditore d'asta, ma la sua passione per la pittura non si sposava con il mondo degli affari. Lasciò quindi le aste e accettò una piccola rendita che il suocero gli versava per permettergli di dedicarsi all'arte. Un anno dopo il matrimonio il suocero si trasferì a Socx, nel castello di Spicker, e lo presentò a Eugène Boudin. Braquaval non possedeva alcuna formazione artistica e pertanto fu attraverso gli insegnamenti di Boudin che egli imparò la tecnica del disegno e della pittura. Grazie quindi ai suoi soggiorni nel castello Boudin divenne suo maestro e amico.

Nel 1895, Braquaval acquistò una casa a Saint-Valery-sur-Somme, dove numerosi pittori dell'epoca usavano ritrovarsi, in particolare Edgar Degas che conobbe Braquaval nel 1896. I due lavorarono spesso assieme e Degas tornò molte volte a Saint-Valery, sino a stringere una grande amicizia con Braquaval..
Braquaval si specializzò nella pittura dei paesaggi ed iniziò solo tardivamente ad esporre al Salon. Espose nel 1907 e nel 1914 e al Salon d'Autunno nel 1909 e nel 1910. Raggiunse comunque una discreta fama nelle mostre regionali, ad Arras, Lilla e Nantes, come anche nelle grandi gallerie parigine, finché, nel 1914, fu premiato con la nomina a Cavaliere della Legion d'onore.
La sua fragile salute non gli permise però di giungere alla settantina: morì infatti a 65 anni nel 1919. Da quel giorno la sua opera cadde nella totale dimenticanza, dalla quale uscì solo nel 1969, quando la galleria Kaplan di Londra gli dedicò una mostra

## L'opera
Assai vicina all'impressionismo, grazie agli insegnamenti di Boudin e all'amicizia di Degas, l'opera di Braquaval restò comunque confinata in un livello regionale. Forse proprio la mancanza di studi accademici di base pose dei limiti alla sua ispirazione, nonostante molte felicissime intuizioni pittoriche. Anche la sua modesta mobilità fu un fattore limitante..
Gran parte delle sue tele, infatti, è costituita da paesaggi della Piccardia. Dal 1900 in poi trascorse gli inverni a Parigi, e ciò lo indusse a dipingere anche delle vedute della città.

## Opere
St-Vulfrans à Abbeville et le marché - Gray, Museo Baron-Martin, olio su legno.

## Mostre recenti
- Louis Braquaval, mostra alla Kaplan Gallery di Londra, 1969.
- Louis Braquaval, un peintre impressionniste en Picardie, esposizione al Museo Boucher-de-Perthes di Abbeville, giugno-settembre 2000.

## Galleria d'immagini

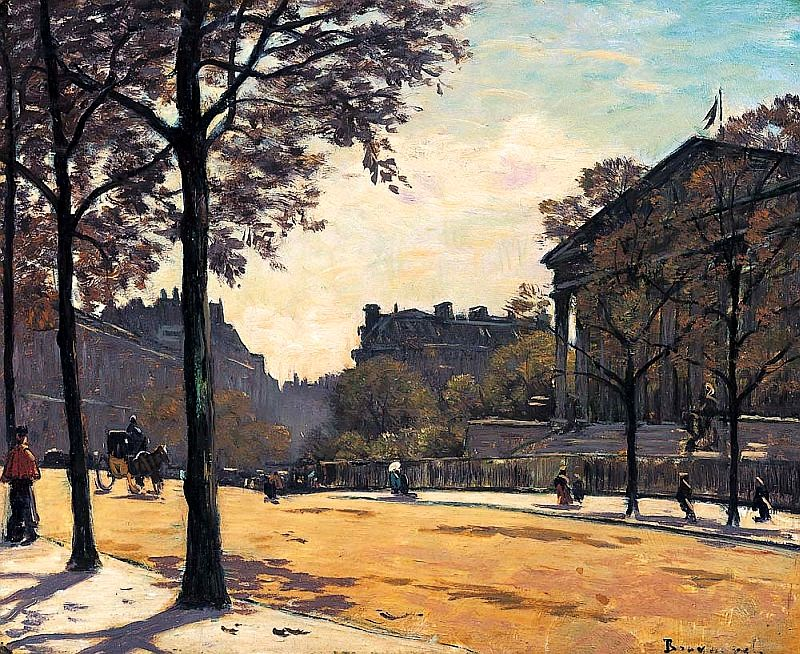
La Madeleine, a Parigi
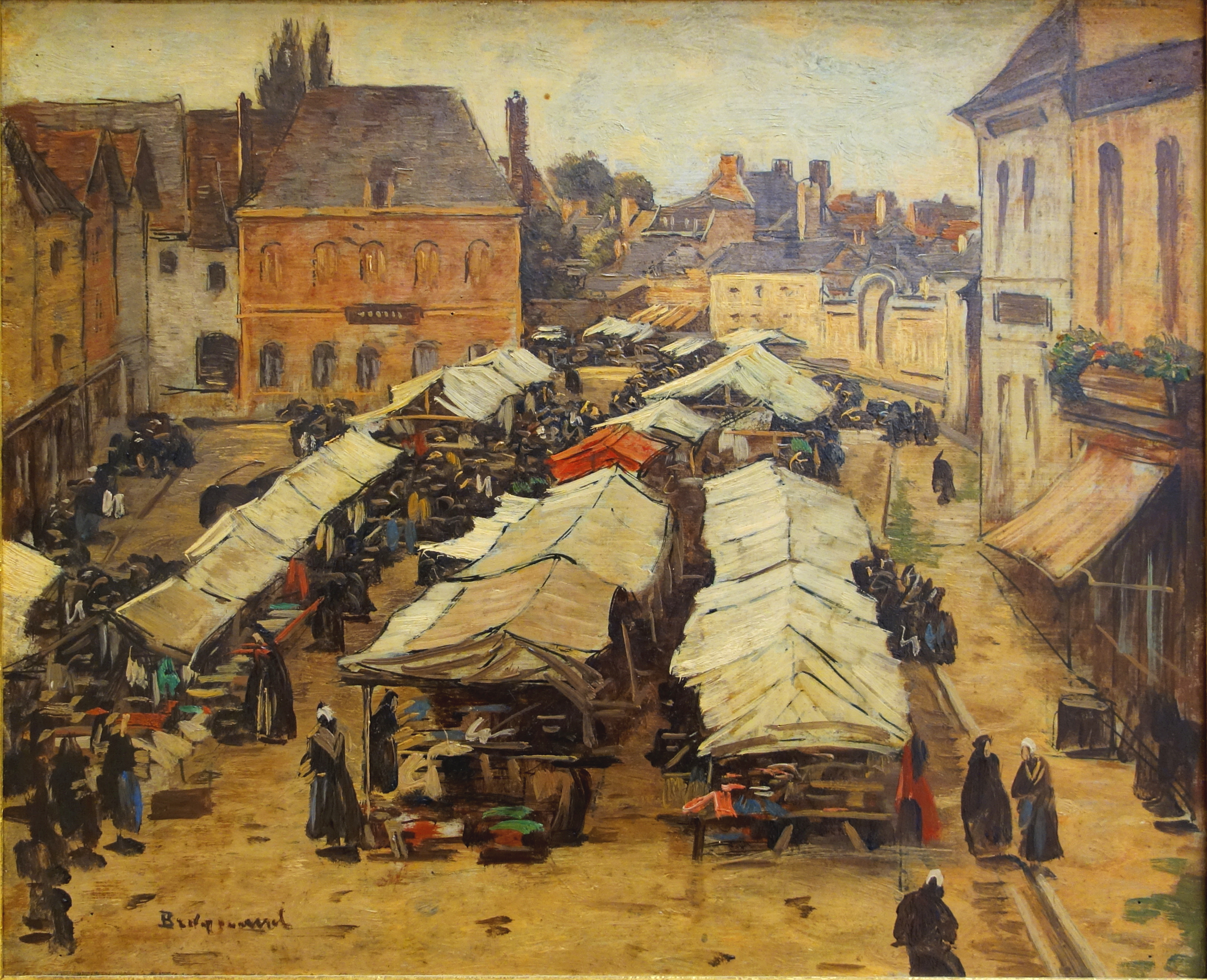
Il mercato di Abbeville
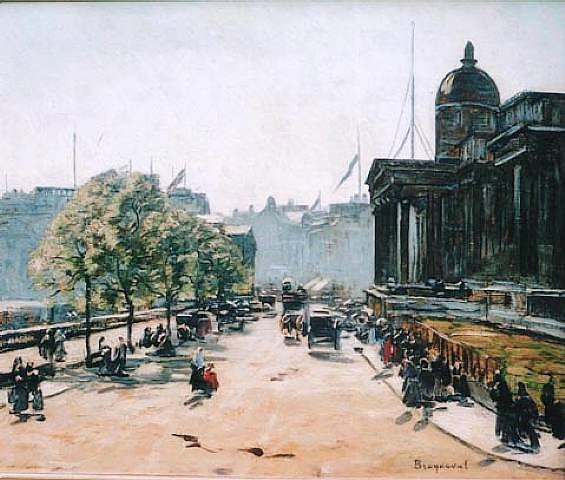
La National Gallery
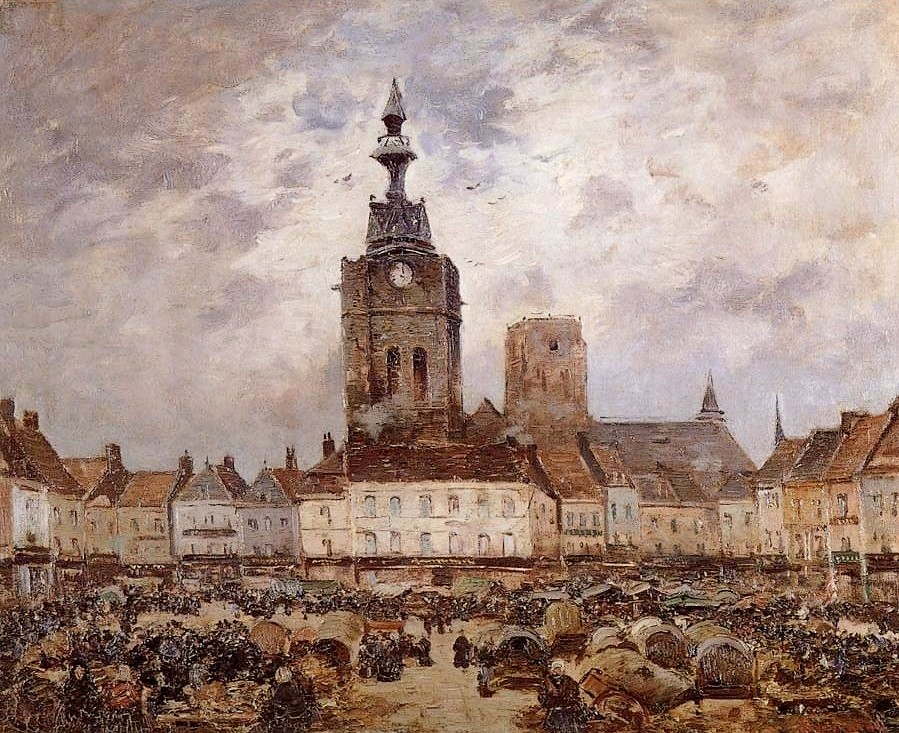
Il mercato di Bethune
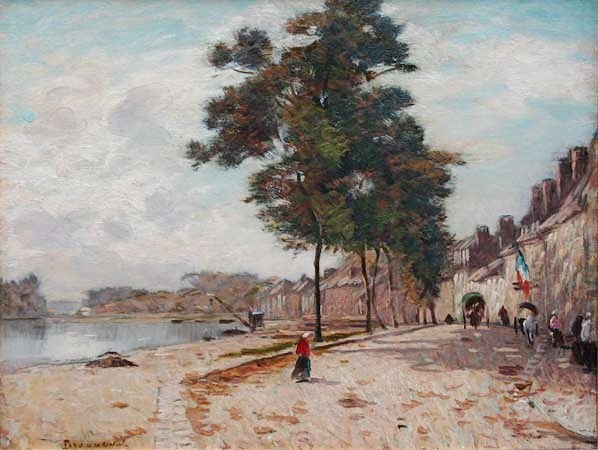
Il porto di St. Valéry sur Somme

## Collegamenti esterni

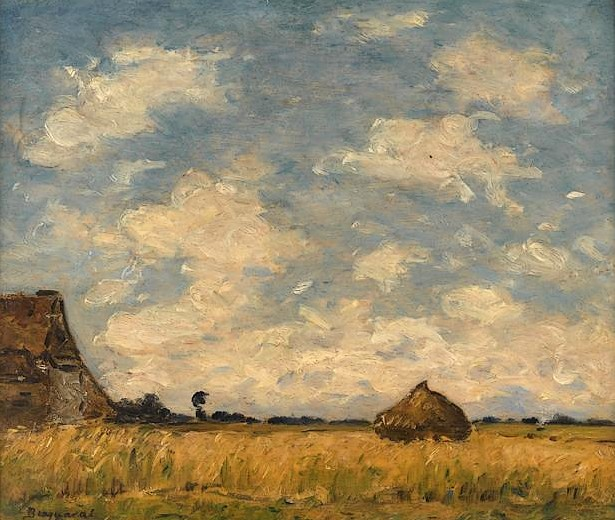
Campo di grano